# Ochthoeca frontalis
Ochthoeca frontalis là một loài chim trong họ Tyrannidae.